# Protathlitis
Riojavenatrix lacustris
Genre
Espèce
Protathlitis, qui signifie « champion » en grec, est un genre fossile de dinosaures théropodes de la famille des Spinosauridae. Il a été découvert dans la formation Arcillas de Morella en Espagne daté du Crétacé inférieur et plus précisément du Barrémien. Le genre n'est représenté que par une seule espèce, Protathlitis cinctorrensis, connue à partir d'un squelette fossile partiel. C'est un membre des Baryonychinae. Sa découverte, ainsi que celles de Camarillasaurus, Iberospinus, Riojavenatrix et de Vallibonavenatrix, montre que la péninsule ibérique abritait un assemblage d'une très grande diversifié de spinosauridés au Crétacé inférieur. Cette espèce fut décrite en 2023.

## Découverte
Les restes holotypes, le fragment maxillaire et les vertèbres caudales, ont été découverte sur le site de la Formation d'Arcillas de Morella, découvert en 1998 et resté inexploré jusqu'en 2002. Une dent, probablement de la mandibule gauche ou du maxillaire droit, a également été référé. Les restes ont été décrits comme un nouveau genre et espèce de spinosauridé en 2023, Protathlitis cinctorrensis. Le nom du genre, « Protathlitis », signifie « champion » en grec et est dédié à l'UEFA Europa League 2020-2021 remportée par Villareal et à la lumière du centenaire du club en 2023. Le nom spécifique, « cinctorrensis », fait référence à Cinctorres, la ville où les restes ont été découverts.